# Левин, Иосиф Маркович
Иосиф Маркович Левин (20 сентября 1937 года, Минск — 29 декабря 2014 года) — советский и российский физик, лауреат премии имени Д. С. Рождественского (2010).

## Биография
Родился 20 сентября 1937 года в Минске.
В 1960 году окончил ЛИТМО.
С 1960 по 1981 год работал в Институте телевидения в области теории подводного видения.
В 1968 году защитил кандидатскую диссертацию.
С 1981 года работал в Лаборатории оптики океана и атмосферы СПбФ ИО АН им. П. П. Ширшова в должности старшего научного сотрудника, а с 1991 года — заведующего лабораторией.
В 1983 году — защитил докторскую диссертацию.
Умер 29 декабря 2014 года.

### Научная и общественная деятельность
Разработчик современной теории подводного видения, теории переноса импульсного излучения в трехслойной среде (атмосфера, облачный слой, вода) и получен ряд новых результатов в области разработки оптических моделей океана и океанической атмосферы и методов дистанционного определения концентрации оптически активных веществ в океане на основе теории оптимального планирования оптического эксперимента.
С 1994 по 2011 годы — руководитель 13 проектов Российского фонда фундаментальных исследований и двух международных проектов, организатор и председатель шести международных конференций «Современные проблемы оптики естественных вод».
Под его руководством возглавляемая им лаборатория вела совместные исследования как с отечественными, так и зарубежными научными организациями.
Член Ученого совета по фундаментальной и прикладной гидрофизике Санкт-Петербургского научного центра РАН, член редколлегии журнала «Фундаментальная и прикладная гидрофизика».
Автор разделов, посвященные оптике океана и подводному видению в нескольких международных энциклопедических изданиях.
Автор более 200 научных работ, в том числе 4 монографий и 7 патентов.

## Семья
- Жена — кандидат физико-математических наук Тамара Мордхаевна Радомысльская (род. 1937), старший научный сотрудник лаборатории оптики океана и атмосферы Института океанологии РАН.
  - Дочь — Елизавета Левина (род. 1974), американский математик и статистик.

## Награды
- Почетная грамота Президента РАН за многолетнюю плодотворную работу в Академии (1999)
- Премия имени Д. С. Рождественского (совместно с А. Г. Лучининым, Л. С. Долиным, за 2010 год) — за цикл работ «Теория инструментального видения подводных объектов»